# Sheridan Downey
Sheridan Downey (ur. 11 marca 1884 w Laramie, zm. 25 października 1961 w San Francisco) – amerykański polityk, członek Partii Demokratycznej.

## Działalność polityczna
W okresie od 3 stycznia 1939 do 30 listopada 1950 był senatorem Stanów Zjednoczonych z Kalifornii (3. Klasa).